# Georg von Zobel
Georg Constantin von Zobel (* 15. September 1853 in Marienberg; † 2. Januar 1921 in Dresden) war ein sächsischer Generalleutnant und Oberzeugmeister der königlich-sächsischen Armee.

## Leben und Wirken
Er wurde im sächsischen Erzgebirge geboren, stammte aus der Adelsfamilie von Zobel mit dem Zobel im Wappen und war der Sohn des königlich-sächsischen Zollamtsrendanten Georg Gustav von Zobel (1809–1872) und der Auguste Mathilde von Zobel geborene Rebentisch (1822–1895). Er heiratete 1883 in Bautzen Franziska Klemm (* 1862), mit der er drei Töchter und zwei Söhne bekam.
Nach dem Schulbesuch trat er in den Militärdienst. Die meiste Zeit war er Angehöriger des sächsischen Fußartillerie-Regiments Nr. 12, das nach dem Deutsch-Französischen Krieg 1870/71 in Metz stationiert blieb. Dort stieg er bis zum Batteriechef auf. Ende des 19. Jahrhunderts kehrte er aus Lothringen in das Königreich Sachsen zurück und wurde in der Residenzstadt Dresden Major à la suite des Fuß-Artillerie-Regiments Nr. 12 und Vorstand des Artilleriedepots in der Albertstadt. 1898 ging Zobel nach Metz zurück, wo er zum Oberstleutnant im Stab und später bis hin zum Oberst und Regimentskommandeur befördert wurde.
1908 wechselte Zobel erneut nach Dresden, wo er zum Generalmajor und Oberzeugmeister ernannt wurde. 1912 wurde er im Alter von 59 Jahren pensioniert, nachdem er ein Jahr zuvor zum Generalleutnant befördert worden war.
Nach seinem Tod am 2. Januar 1921 in seiner Wohnung in Dresden, Bautzner Straße 3, wurde er auf dem Nordfriedhof in Dresden bestattet.